# Krasnodar
Krasnodár (in russo Краснода́р?) è una città della Russia meridionale, capoluogo del territorio omonimo, parte del circondario federale meridionale.
Al 2024 conta circa 1139000 abitanti.
Sorge sul fiume Kuban', nel Caucaso occidentale, 148 km a nord-est di Novorossijsk, porto sul Mar Nero. Importante centro industriale e di raffinazione del petrolio, è sede di industrie siderurgiche, meccaniche, elettroniche, tessili, alimentari e calzaturiere.

## Storia
Fondata nel 1793 dai Cosacchi del Kuban' con il nome di Ekaterinodar (in russo Екатеринодар?, letteralemente "dono di Caterina"), la città fu ribattezzata nel dicembre 1920 con l'attuale nome: dato che, in russo, fino ai primi del secolo, la parola krasnij poteva intendersi con i due diversi significati di rosso e di bello, splendido, l'attuale nome può significare sia dono splendido che dono rosso, dono dei rossi; questa sottile differenza diventa molto pregnante se si considera il periodo storico che si stava vivendo.
Durante la guerra civile russa (1917-1922) la città passò sotto il controllo di diversi eserciti, tra cui l'Armata Rossa e l'Armata dei Volontari. Molti Cosacchi del Kuban', anti-bolscevichi, supportarono il cosiddetto Movimento Bianco. Lavr Kornilov prese controllo della città il 10 aprile 1918, tuttavia due settimane dopo fu ucciso dai bolscevichi.
Durante la seconda guerra mondiale l'esercito tedesco occupò la città dal 12 agosto 1942 al 12 febbraio 1943. Pesantemente danneggiata durante la guerra, essa subì un programma di ristrutturazione al termine del conflitto. Nella seconda metà del 1943 i sovietici misero in atto processi contro persone sospettate di essere colluse con gli invasori nazisti. In totale in quell'anno, il tribunale di Krasnodar emise 8 condanne a morte per tali reati.
Nei decenni successivi la città divenne, similmente a tutte le città russe di una certa importanza, soprattutto un centro industriale e commerciale.
Dal 2022,durante l'invasione russa dell'Ucraina, ha subito diversi attacchi di droni ucraini.

## Economia
La città gode di buona prosperità economica; in particolare risulta la città del circondario federale meridionale con il più basso tasso di disoccupazione (soltanto lo 0,3% degli individui in età lavorativa è senza impiego) e anche quella (sempre per quanto riguarda il proprio Distretto) con il maggior salario medio pro capite: 21.742 rubli nel 2010.
Buona parte delle industrie della città (il 42,8%) svolgono attività di tipo agricolo e molte di esse si configurano nel panorama dell'industria alimentare. Un'importante fonte di introiti per Krasnodar è anche il turismo.
A Krasnodar ha sede Magnit, una delle più grandi aziende russe nel settore della GDO.

## Geografia fisica

### Territorio
La città sorge nella pianura ciscaucasica, sul fiume Kuban', non lontano dalle coste del Mar Nero e dalle propaggini settentrionali del Grande Caucaso.

### Clima

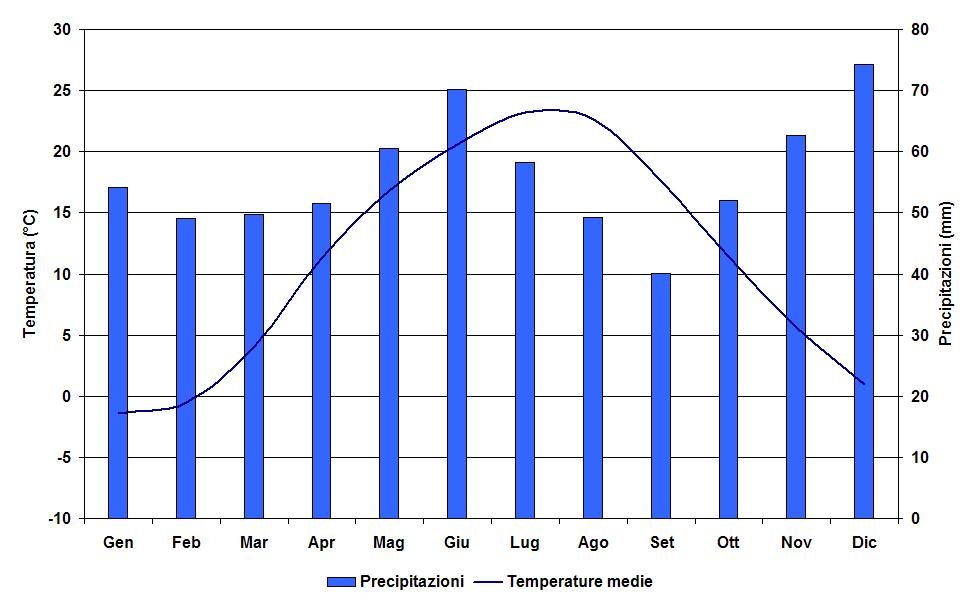
Climogramma di Krasnodar.

Secondo la classificazione climatica di Köppen, Krasnodar ha un clima subtropicale umido. Gli inverni sono freddi e umidi, con copertura nevosa variabile. Il mese normalmente più freddo è gennaio, con una temperatura media di circa 1 °C. Le estati sono particolarmente calde, luglio è di norma il mese più caldo, con temperatura media di 24,1 °C. La città riceve 735 mm di pioggia medi annui, con distribuzione pluviometrica durante l'anno piuttosto omogenea, e picco minimo relativo nella seconda parte dell'estate. Sono infrequenti fenomeni di maltempo estremo. Le temperature variano tra i -32,9 °C registrati l'11 gennaio 1940 e i 40,7 °C registrati il 30 luglio 2000.
| Krasnodar (1991-2020) Fonte: | Mesi         | Mesi         | Mesi         | Mesi        | Mesi        | Mesi        | Mesi        | Mesi        | Mesi        | Mesi        | Mesi         | Mesi         | Stagioni | Stagioni | Stagioni | Stagioni | Anno  |
| Krasnodar (1991-2020) Fonte: | Gen          | Feb          | Mar          | Apr         | Mag         | Giu         | Lug         | Ago         | Set         | Ott         | Nov          | Dic          | Inv      | Pri      | Est      | Aut      | Anno  |
| ---------------------------- | ------------ | ------------ | ------------ | ----------- | ----------- | ----------- | ----------- | ----------- | ----------- | ----------- | ------------ | ------------ | -------- | -------- | -------- | -------- | ----- |
| T. max. media (°C)           | 4,5          | 6,7          | 11,8         | 18,6        | 23,9        | 28,2        | 31,1        | 31,4        | 25,6        | 19,0        | 11,2         | 6,4          | 5,9      | 18,1     | 30,2     | 18,6     | 18,2  |
| T. media (°C)                | 0,8          | 1,9          | 6,5          | 12,4        | 17,9        | 22,2        | 24,9        | 24,7        | 19,2        | 12,9        | 6,3          | 2,4          | 1,7      | 12,3     | 23,9     | 12,8     | 12,7  |
| T. min. media (°C)           | −1,9         | −1,5         | 2,7          | 7,4         | 12,9        | 17,0        | 19,4        | 18,9        | 13,8        | 8,4         | 2,9          | −0,4         | −1,3     | 7,7      | 18,4     | 8,4      | 8,3   |
| T. max. assoluta (°C)        | 20,8 (1971)  | 22,2 (1989)  | 28,5 (1983)  | 34,7 (1998) | 35,1 (2014) | 39,3 (2018) | 40,7 (2000) | 40,0 (1969) | 38,5 (2010) | 33,9 (1998) | 28,5 (2016)  | 23,0 (2012)  | 23,0     | 35,1     | 40,7     | 38,5     | 40,7  |
| T. min. assoluta (°C)        | −32,9 (1940) | −29,8 (1954) | −25,5 (1985) | −5,6 (2004) | −1,2 (1940) | 4,2 (1958)  | 9,5 (1948)  | 3,9 (1950)  | −2,2 (1970) | −9,9 (1951) | −20,4 (1956) | −27,6 (1948) | −32,9    | −25,5    | 3,9      | −20,4    | −32,9 |
| Nuvolosità (okta al giorno)  | 7,8          | 7,1          | 7,1          | 6,7         | 5,9         | 5,5         | 4,1         | 3,7         | 4,6         | 5,5         | 7,1          | 7,8          | 7,6      | 6,6      | 4,4      | 5,7      | 6,1   |
| Precipitazioni (mm)          | 65           | 53           | 65           | 49          | 65          | 80          | 66          | 41          | 51          | 61          | 66           | 69           | 187      | 179      | 187      | 178      | 731   |
| Giorni di pioggia            | 13           | 11           | 14           | 15          | 14          | 14          | 10          | 8           | 10          | 12          | 14           | 15           | 39       | 43       | 32       | 36       | 150   |
| Nevicate (cm)                | 3            | 4            | 1            | 0           | 0           | 0           | 0           | 0           | 0           | 0           | 1            | 2            | 9        | 1        | 0        | 1        | 11    |
| Giorni di neve               | 11           | 10           | 6            | 0,3         | 0,0         | 0,0         | 0,0         | 0,0         | 0,0         | 0,0         | 3,0          | 9,0          | 30,0     | 6,3      | 0,0      | 3,0      | 39,3  |
| Giorni di nebbia             | 6            | 4            | 3            | 2           | 2           | 1           | 1           | 1           | 4           | 5           | 6            | 7            | 17       | 7        | 3        | 15       | 42    |
| Umidità relativa media (%)   | 81           | 76           | 72           | 66          | 66          | 68          | 63          | 62          | 68          | 75          | 81           | 82           | 79,7     | 68       | 64,3     | 74,7     | 71,7  |
| Vento (direzione-m/s)        | E 2,6        | E 2,9        | E 3,0        | E 2,8       | E 2,4       | S 2,2       | E 2,1       | E 2,0       | E 2,1       | E 2,1       | E 2,3        | E 2,5        | 2,7      | 2,7      | 2,1      | 2,2      | 2,4   |

## Cultura
Musei
Casa Museo G. F. Ponomarenko,museo storico e archeologico,museo auto storiche, museo d'arte Kovalenko,museo del cioccolato, museo della tecnologia militare, museo del Kuban dei cordai
Teatro
Teatro drammatico, fondato nel 1944.
Orto Botanico
Al suo interno sono presenti piu' di 4000 piante e alberi

## Popolazione
Fonte: mojgorod.ru
| 1897    | 1926    | 1939    | 1959    | 1970    |
| ------- | ------- | ------- | ------- | ------- |
| 65 700  | 161 800 | 203 800 | 313 000 | 460 000 |
| 1979    | 1989    | 1998    | 2002    | 2008    |
| 560 400 | 620 500 | 648 300 | 646 175 | 709 735 |

## Sport

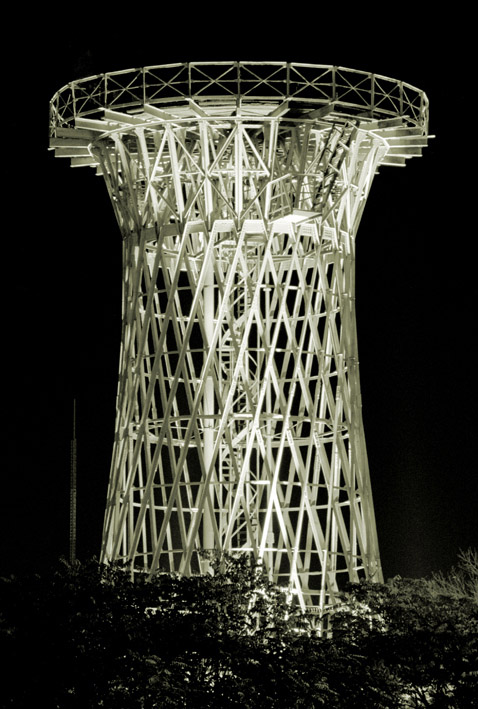
La torre di Šuchov a Krasnodar

### Calcio
La principale compagine calcistica cittadina è il Krasnodar. In precedenza esisteva anche il Kuban' che però è fallito nel 2018.
Sia Kuban che Krasnodar hanno disputato le principali coppe Europee inclusa la Champions League. La partecipazione del Krasnodar alla Champions League è stato però bloccato a seguito del conflitto tra Russia e Ucraina.

### Basket
La squadra principale di basket è il PBC Lokomotiv Kuban, campione di Eurocup nella stagione 2012–13 e vincitrice della Coppa di Russia nel 1999-00 e 2017–18.

## Amministrazione

### Gemellaggi
Le città gemellate con Krasnodar sono state designate dalla Sister Cities International, Inc. (SCI):
- Tallahassee (Florida), Stati Uniti
- Karlsruhe, Germania
- Burgas, Bulgaria
- Harbin, Cina
- Ferrara, Italia
- Reggio Emilia, Italia